# Ready to Die (singel)
Ready to Die – singel zespołu Flapjack, promujący trzecią płytę Juicy Planet Earth.

## Lista utworów
1. Ready To Die – 3:43
2. Think Twice – 2:14
3. Dead Broke – 2:28
4. Squadra Nigeria – 0:57

## Skład grupy
- Grzegorz „Guzik” Guziński – śpiew, gitara
- Robert "Litza" Friedrich – gitara rytmiczna
- Maciej Jahnz – gitara prowadząca
- Jacek "Hrup-Luck" Chraplak – gitara basowa, śpiew dodatkowy
- Maciej "Ślimak" Starosta – perkusja